# Konsumentföreningen Kiruna
Konsumentföreningen Kiruna, tidigare Kiruna arbetares kooperativa handelsförening, var en svensk konsumentförening med verksamhet i Kiruna kommun. Den bildades 1901 som ett aktiebolag, ombildades 1919 som en förening och uppgick 1994 i Konsum Malmfälten.

## Historik
Föreningen hade sitt ursprung i Kiruna Arbetares Handelsaktiebolag som bildades den 31 augusti 1901. Vid den här tiden var föreningsformen inte ännu etablerad som gängse för kooperativa företag, vilket ledde till att verksamheten istället bildades som ett aktiebolag. Det organiserades dock efter kooperativa principer.
Första affären öppnade den 14 september 1901. Sedermera öppnade handelsbolaget fyra filialer 1908, 1909, 1910 och 1920, samt charkuterifabrik 1919. Parallellt med handelsbolaget fanns även Kiruna konsumtionsförening (1906-1913), Kooperativa föreningen Kiruna (fram till 1908) och Konsumtionsföreningen Viljan (1914-1921).
Bolaget hade strävat efter att gradvis komma närmare de kooperativa idealen, bland annat genom att 1907 ändra röstningsförfarandet från en röst per aktie till en röst per medlem. Trots detta hade bolaget nekats medlemskap i Kooperativa förbundet som insisterade på att bolaget behövde ombildas till en förening för att bli medlem. År 1915 fick bolaget anslutas till KF, med villkor att det inom tre år skulle inleda en ombildning till förening. För att uppnå detta bildades Kiruna arbetares kooperativa handelsförening under 1919. I oktober 1919 bestämde handelsbolaget att dess verksamhet skulle överlåtas till föreningen per den 1 januari 1920 och därefter träda i likvidation.
Den tidigare nämnda Konsumtionsföreningen Viljan uppgick i Kiruna arbetares kooperativa handelsförening under 1921.
Föreningens filialer låg det första decenniet främst inom Kiruna och dess omgivning, inklusive Tuolluvaara. Den första butiken utanför Kiruna etablerades i Vittangi i februari 1935.
1939 ändrades namnet till Konsumtionsföreningen Kiruna m. o., vilket senare blev Konsumentföreningen Kiruna.
Domus i Kiruna hade premiär i september 1958. Huset hade byggts i etapper, varav den första vid Föreningsgatan togs i bruk 1954. Arkitekt var Folke Löfberg vid KF:s arkitektkontor. Den fjärde och sista etappen invigdes den 16 april 1962. Senare etablerades även en Obs!-stormarknad i Kiruna.